# Jack Ashworth

a Compétitions nationales et continentales officielles uniquement.

Jack Ashworth, né le 3 juillet 1995 à Rochdale (Angleterre), est un joueur de rugby à XIII anglais évoluant au poste de deuxième ligne ou de centre dans les années 2010. Il fait ses débuts professionnels en Super League aux St Helens en 2015. il y dispute une finale de Challenge Cup en 2019.

## Palmarès
- Collectif :
  - Vainqueur de la Super League : 2019 et 2020[1] (St Helens).
  - Finaliste de la Challenge Cup : 2019 (St Helens).